# بلال العلايلي
بلال العلايلي هو بلال عبد الله العلايلي، أكاديمي ونقيب سابق لنقابة المهندسين.

## النشأة
ولد بلال العلايلي في بيروت عام 1949، ونشأ وتربى في بيت بيروتي محافظ على العادات والتقاليد، هو الابن الأصغر للأديب واللغوي والفقيه المجدد الشيخ عبد الله العلايلي.

## الدراسة

### دراسته الجامعية
التحق بالجامعة اللبنانية، ليحوز على الإجازة في الفيزياء بتفوق في العام 1973، مما اهلّه للحصول على منحة الجامعة اللبنانية، للسفر إلى فرنسا لكي يتابع تحصليه العلمي فيها.

### دراسته العليا
تابع تحصليه العلمي في فرنسا، فنال درجة الدكتوراه في الفيزياء النووية، من جامعة ليون في العام 1976، ونال أيضاً في السنة نفسها دبلوما في الهندسة المدنية من المدرسة المركزية – ليون (Ecole Centrale de Lyon).

## عمله الأكاديمي
عمل استاذا معيدا في جامعة وهران (الجزائر) من العام 1976 وحتى العام 1979، ثم أسس مع الدكتور جاك نصر كلية الهندسة في الجامعة اللبنانية في العام 1981. ثم عُين مديرا لكلية الهندسة في الجامعة اللبنانية – الفرع الثالث من العام 1982 وحتى العام 1992. وبقي استاذا جامعيا حتى العام 2007.

## خبراته العملية
- عمل مديرا مساعدا لشركة اوجيه لبنان من العام 1982 وحتى العام 1984
- عُيّن مديرا مساعدا لمؤسسة الحريري من العام 1984 وحتى العام 1986
- هو أحد مؤسسي الشركة اللبنانية العربية للهندسة والاستشارات (لاسكو).

## في نقابة المهندسين- بيروت
انتخب نقيبا للمهندسين في بيروت في نيسان 2008 بدعم من تيار المستقبل وفريق 14 آذار.

## روابط خارجية
- موقع شركة Laceco
- موقع جامعة ليون على الشبكة العالمية للمعلومات
- جمعية متخرجي الجامعة الأميريكية كرمت نقيب المهندسين بلال العلايلي
- visit of Bilal Alaily Director of Operations, Ghassan Khatib Director of LACECO to Chairman and Founder of Adgeco Group Mohamed Dekkak
- Visit of a delegation from the FSCE to the President of the Order of Engineers of Beirut